# 新城 (蘇奇特佩克斯省)
新城（西班牙語：Pueblo Nuevo），是危地馬拉的城鎮，位於該國西南部，由蘇奇特佩克斯省負責管轄，面積24平方公里，海拔高度982米，2002年人口8,774，人口密度每平方公里365.58人。
14°39′N 91°32′W / 14.650°N 91.533°W